# Mathias Kjølø
Mathias Kjølø, né le 27 juin 2001 à Oslo en Norvège, est un footballeur norvégien, qui évolue au poste de milieu défensif au FC Twente.

## Biographie

### En club
Né à Oslo en Norvège, Mathias Kjølø est formé par le Kjelsås Fotball (en) avant de rejoindre le Vålerenga Fotball. Après un essai concluant, Kjølø rejoint le PSV Eindhoven le 26 juillet 2017 sous la forme d'un prêt d'une saison. Il est intégré à l'équipe des moins de 17 ans du club.
Faisant bonne impression durant ses premiers mois au PSV, il s'engage définitivement avec le club le 11 décembre 2017, pour un contrat effectif à partir du 1er juillet 2018 et valable jusqu'en juin 2021,.
Il fait ses débuts en professionnel avec l'équipe réserve du club, le Jong PSV (en), qui évolue alors en deuxième division néerlandaise. Il joue son premier match le 13 janvier 2020, à l'occasion d'une rencontre de championnat contre le Jong Ajax où il est titularisé (0-0 score final).
Kjølø fait sa première apparition en équipe première le 8 novembre 2020, lors d'une rencontre de championnat contre le Willem II Tilburg. Lancé par Roger Schmidt, il entre en jeu à la place d'Ibrahim Sangaré et son équipe l'emporte (3-0 score final).
Lors de l'été 2022, Mathias Kjølø rejoint le FC Twente. Le transfert est annoncé le 8 juin 2022 et il signe un contrat de trois ans, soit jusqu'en juin 2025, avec une année supplémentaire en option,,.
Kjølø marque son premier but pour Twente le 24 avril 2024, lors d'une rencontre de championnat face au Almere City FC. Titulaire, il ouvre le score au bout de dix minutes de jeu, et participe ainsi à la victoire de son équipe (3-1 score final).

### En sélection
Mathias Kjølø représente l'équipe de Norvège des moins de 20 ans, jouant trois matchs avec cette sélection entre 2021 et 2022.
Le 12 octobre 2021, Kjølø joue son premier match avec l'équipe de Norvège espoirs contre l'Estonie. Il entre en jeu à la place de Johan Hove et son équipe s'impose (3-0 score final).